# Starosilla (obwód wołyński)

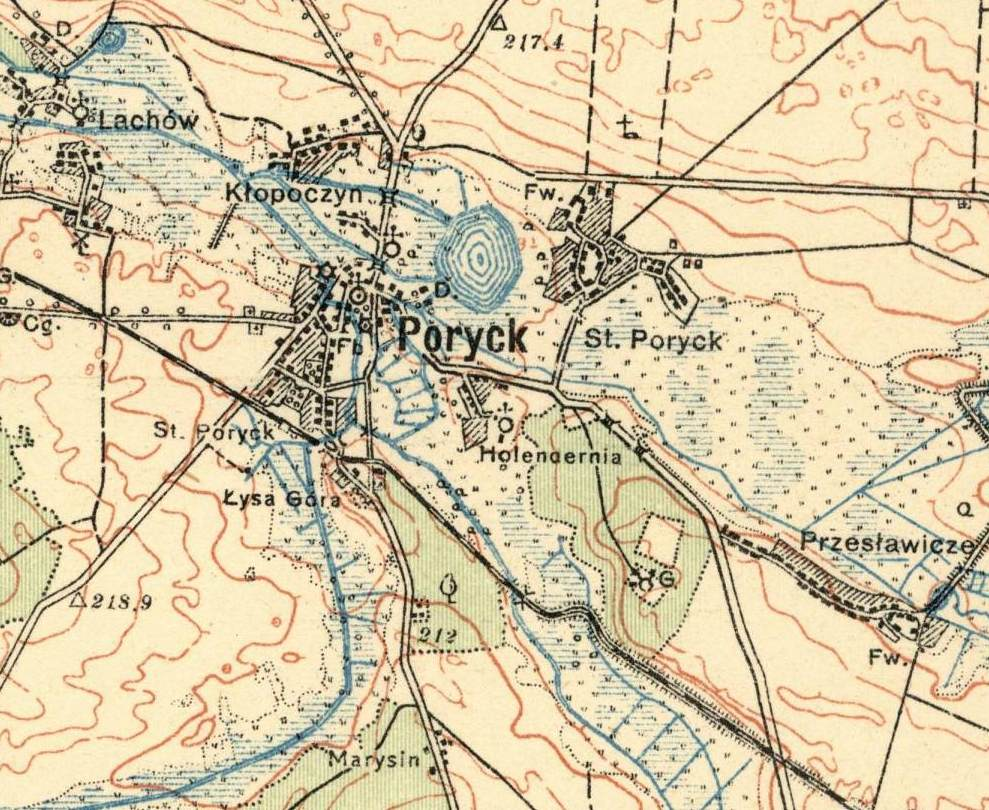
Lachów i okolice, mapa topograficzna WIG, 1926

Starosilla  (ukr. Старосілля; do 1946 roku Lachów) – wieś na Ukrainie, w obwodzie wołyńskim, w rejonie włodzimierskim. 
W II Rzeczypospolitej wieś w gminie Poryck, powiat Włodzimierz, województwo wołyńskie, parafia rzymskokatolicka diecezji łuckiej w Noworodczycach. 
Lachów był do 17 września 1939 polską wsią liczącą 19 gospodarstw. Następnie polscy mieszkańcy zostali wysiedleni przez władze radzieckie w głąb ZSRR. Od listopada 1939 do czerwca 1941 wieś znajdowała się w składzie obwodu wołyńskiego Ukraińskiej Socjalistycznej Republiki Radzieckiej. W lutym 1940 wieś została zajęta ponownie przez polskich wysiedleńców z Lisznej k. Sanoka, przesiedlonych w związku z budową Linii Mołotowa. Od 1 września 1941 do marca 1944 wieś znajdowała się pod administracją Komisariatu Rzeszy Ukraina.
Latem 1943 w okresie tzw. rzezi wołyńskiej polscy wysiedleńcy z Lisznej zostali zamordowani przez UPA. Zginęło 40 osób. Ci którzy ocaleli uzyskali od władz niemieckich zgodę na powrót do rodzinnej wsi. Pamiątką po tych wydarzeniach jest pomnik znajdujący się na cmentarzu w Lisznej, upamiętniający polskie ofiary rzezi wołyńskiej z Lisznej.
Do 2020 w rejonie iwanickim.